# Luz intensa pulsátil
Luz intensa pulsada é um dispositivo eletrônico que visa emissão de luz em diversos tipos de onda de acordo com o filtro utilizado. Seu surgimento partiu do principio do Laser.
A diferença é que o laser apresenta um único comprimento de onda de emissão. A Luz intensa Pulsátil (LIP) permite uma maior ergonomia ao profissional médico, pois um único aparelho permite diversas aplicações. O comprimento de onda na LIP varia, em média, de 320 nm a 750 nm. Sua aplicação faz-se mais comumente na Dermatologia com diversas indicações, a saber, remoção de manchas, rejuvenescimento, acne e destruição de pêlos indesejáveis.
A cada ano são lançados no Brasil e no exterior novos aparelhos mais eficazes e seguros. A grande vantagem ao paciente é a redução de custo do tratamento, já que os procedimentos com o Laser são mais custosos.